# Шабунин, Виталий Викторович
Вита́лий Ви́кторович Шабу́нин (укр. Віталій Вікторович Шабунін, род. 26 ноября 1984 года в Ровно) — украинский общественный и государственный деятель. Председатель правления общественной организации «Центр противодействия коррупции», член Общественного совета при Антикоррупционном бюро Украины.

## Биография
Виталий Шабунин родился в 1984 году в городе Ровно. Имеет высшее образование.
С января 2013 по январь 2017 года работал как физическое лицо-предприниматель, основной вид деятельности - консультирование по вопросам коммерческой деятельности и управления (код 70.22).

### Общественная деятельность
Обучаясь на пятом курсе, Виталий Шабунин стал депутатом Ровенского городского совета. Занимался развитием молодёжных инициатив. С 2008 года переехал в Киев, где стал работать в гражданской сети «Опора». Также возглавил молодёжную организацию «Всеукраинская фундация региональных инициатив».
В 2012 году создал общественную организацию «Центр противодействия коррупции». Баллотировался в Верховную раду в 2014 году по спискам партии «Гражданская позиция» Анатолия Гриценко под № 5. Спустя год «Центр противодействия коррупции» вошел в Общественный совет при НАБУ. Активно выступал за внедрение электронных деклараций, при этом заявил, что без сертификатов Госспецсвязи эта система вызовет новый виток девальвации гривны. «Центр противодействия коррупции» на 47 % финансируется правительством США, ещё около 37 % получает от международных организаций. Согласно официальному сайту, финансирование Центра резко возросло с момента основания центра — до 419 тыс. долларов США в 2016 году.
Периодически выступает с критикой президента Петра Порошенко и его окружения. В 2016 подвергал критике депутатов Игоря Кононенко и Николая Мартыненко. Он заявил, что несмотря на все имеющиеся доказательства злоупотреблений, их выгораживают собственные фракции и партии. Также он отметил, что НАБУ завела 51 уголовное дело на ряд известных политиков, среди которых — Игорь Котвицкий, Николай Мартыненко и Александр Онищенко. В интервью Deutsche Welle в ноябре 2017 года Шабунин высказал мнение, что главной причиной частых скандалов в силовых министерствах Украины является отсутствие прецедентов попадания в тюрьму за коррупционные действия высших чиновников.

### Расследования
В сентябре 2016 года, по словам Генерального прокурора Украины, Юрия Луценко, в результате обращения Виталия Шабунина было возбуждено уголовное деле в отношении главы МВД Арсена Авакова. Спустя два дня Луценко заявил, что дело в отношении Авакова закрыто. Уточнений по поводу того, по какому эпизоду было открыто уголовное дело, не было, однако одновременно в украинских СМИ появилась информация о том, что НАБУ проводит расследование по факту превышения полномочий должностными лицами Дергачёвской районной администрации Харьковской области (статья 364 Уголовного кодекса Украины). В 2005 году ПАТ «Инвестор» (41,5 % акций которого принадлежали Авакову) и Дергачёвская райадминистрация заключили договор купли-продажи земельного участка площадью 18,14 га. По данным «Центра противодействия коррупции» отчуждение произошло с многочисленными нарушениями законодательства. В результате ПАО «Инвестор» незаконно завладел 18,4 га земель, стоимость которого составляла 2,7 млн гривен (в ценах 2005 года).
По заявлению Центра противодействия коррупции и Виталия Шабунина было возбуждено уголовное дело в отношении народного депутата Игоря Котвицкого (фракция «Народный фронт») в рамках расследования выведения в офшор 40 млн долларов. ЦПК обратился в НАБУ и ГФИ с заявлением о нарушении законодательства в ходе приобретения 6 тыс. рюкзаков для участников силовой операции в Донбассе у фирмы, связанной с сыном главы МВД Александром Аваковым. Представленные материалы были приобщены к уголовному производству. Также Шабунин и его организация являются инициаторами досудебных расследований в отношении главы Государственной фискальной службы Украины Романа Насирова и ряда других государственных и общественных деятелей.

## Скандалы

### Незадекларированные участок и дом
В марте 2016 года активисты «Автомайдана» опубликовали видеоролик, на котором показан участок земли в Бориспольском районе Киевской области, который в 2014 году приобрёл Виталий Шабунин. Активисты подчеркнули, что данный участок Шабунин не указал в своей электронной декларации, и назвали его «активистом-грантоедом».

Шесть плодородных соток антикоррупционера «для индивидуального садоводства» с двумя постройками нам удалось найти в Бориспольском районе под Киевом, в садоводческом обществе «Злагода». Мы выехали на место, чтобы собственными глазами увидеть, с каким размахом живут общественные активисты-грантоеды.— 
На данном участке расположен дом площадью 120 м² и стоимостью 83 тыс. долларов США.

### Обвинения в коррупции
История с участком и домом Шабунина получила огласку в западных СМИ. В июле 2017 года бывший глава пресс-службы Госдепартамента и экс-посол США в Бахрейне Адам Эрели опубликовал статью, в которой напрямую обвинил Шабунина в коррупции. Он подробно описал процесс получения антикоррупционером своей недвижимости:

Высшее руководство Центра противодействия коррупции на Украине, получившее значительную финансовую поддержку американского правительства, нагрело руки на выгодных сделках и откатах. Согласно налоговой декларации, его директор Виталий Шабунин зарабатывает 34 000 долларов США. В 2010 году он приобрёл квартиру за 60 000 долларов, а в 2014 году — землю под Киевом за 20 000 долларов. В 2016 году он продал свою квартиру за 34 000 долларов и построил дом за 83 000 долларов. Вся недвижимость зарегистрирована на имя его жены и без привлечения заёмных средств.
Оригинальный текст (англ.)The senior leadership of Ukraine’s Anti-Corruption Action Center, which has received significant funding support from the U.S. government, has profited from sweetheart deals and kickbacks. Its Director, Vitaly Shabunin, earns $34,000 according to his tax filing. In 2010, he bought an apartment for $60,000. In 2014, he acquired land near Kiev for $20,000. In 2016, he sold his apartment for $34,000 and built a house for $83,000. All properties are registered in his wife’s name and there are no mortgages on the properties.

Виталий Шабунин негативно отреагировал на появившуюся публикацию, а в ЦПК заявили, что данная статья стала частью кампании по дискредитации организации, за которой стоит бывший народный депутат Николай Мартыненко.

У нас есть информация от нескольких источников, что за дискредитационной атакой против нас стоит фигурант уголовных производств, экс-нардеп Николай Мартыненко, который нанял лоббистов в США.— 

### Финансовые махинации в ЦПК
В июне 2017 года Шабунин в эфире программы Олега Борисова «Vox Populi» телеканала ZIK ответил утвердительно на вопрос ведущего «Было ли перечисление грантовых денег со счетов ЦПК на ФОП Шабунин, ФОП Устинова и ФОПы других членов организации в период с 2013 по 2016 гг?» Таким образом, по мнению главы правления общественной организации «Национальный интерес Украины» Василия Апасова, Виталий Шабунин в прямом эфире признался в нарушении налогового законодательства — то есть направляли перечисляемые грантодателями средства на развитие собственных предпринимательских инициатив. Ранее «Национальный интерес Украины» опубликовал видеорасследование, в котором указывалось на то, что ряд руководителей ЦПК направили значительные грантовые деньги на развитие частного бизнеса, в частности, Шабунин перевёл на получил за 2016—2017 годы 1,7 млн гривен, предприниматель Александра Устинова (член Правления ЦБК) — 1,86 млн гривен.
Украинское представительство неправительственной международной организации по борьбе с коррупцией Transparency International выступило с осуждением действий правоохранительных органов против ЦПК и его руководства, назвав это «элементами силового давления» на общественных антикоррупционеров.
В октябре 2017 года ЦПК проиграл в Печерском районном суде Киева иск к депутату Верховной рады от «Народного фронта» Павлу Пинзенику, который обвинил общественную организацию в получении средств из-за рубежа и переводе её на частных лиц, включая самого Шабунина. По словам депутата, Шабунин за два года получилил по такой схеме 1,7 млн гривен.

### Избиение Филимоненко, уголовное дело
8 июня 2017 года Виталий Шабунин избил помощника депутата Сергея Мельничука Всеволода Филимоненко, что привело к надколу челюсти и сотрясению мозга. По версии Филимоненко, Шабунин напал на него за вопрос «Почему не воюешь в АТО?» Ранее большой общественный резонанс вызвала нервная реакция Виталия Шабунина на вручённую ему повестку в военкомат — сам он заявил о том, что с 2000 года имеет справку о негодности к военной службе.
В результате Днепровское отделение полиции города Киева завело на Виталия Шабунина уголовное дело по подозрению в нанесении телесных повреждений средней тяжести (часть 2 статьи 122 Уголовного кодекса Украины). Сам антикоррупционер рассказал, что напал на помощника нардепа из-за того, что Филимоненко якобы оскорбил его коллегу Александру Устинову.
В своей статье, опубликованной 31 января 2018 года в Newsweek, редактор блога UkraineAlert на Atlantic Council Мелинда Харинг отмечает, что уголовное преследование Виталия Шабунина и угроза посадки в тюрьму на пять лет за драку с Филимоненко является примером «одной из давних проблем Украины — избирательного правосудия».

### Пожар в доме
23 июля 2020 года Виталий Шабунин заявил о поджоге своего дома. Он отметил, что за две недели до пожара газовая служба проверяла в доме счетчик.

## Доходы
Согласно данным электронной декларации, за 2015 год от предпринимательской деятельности Виталий Шабунин заработал 527 190 гривен. За 2016 года по этой же статье он получил доход в 555 337 гривен. Заработная плата Шабунина составила 255 155 гривен. За участие в международных конференциях (которые проводились, в частности, Европейским парламентом и ОЭСР) он получил 73 933 гривны гонораров. От продажи недвижимого имущества супруга получила доход в 839 385 гривен.

## Семья
Супруга Наталья Николаевна Давиденко, есть дочь.